# 150-я гвардейская мотострелковая дивизия
150-я гвардейская мотострелковая Идрицко-Берлинская ордена Кутузова дивизия (150 мсд, в/ч 22179) — тактическое соединение Сухопутных войск Российской Федерации. Подразделения дивизии дислоцируются в Ростовской области.
Соединение входит в состав 8-й гвардейской общевойсковой армии. Формирование дивизии начато 1 декабря 2016 года. Дивизия находится на попечении Шахтинской епархии РПЦ.

## История
Решение о формировании дивизии было принято в условиях ухудшения международных отношений с соседними государствами. Его огласил Министр обороны России Сергей Шойгу на селекторном совещании в Минобороны 14 января 2016 года.
Дивизия разместилась в четырёх военных гарнизонах Ростовской области (Ростов-на-Дону, Миллеровский, Кадамовский и Кузьминский). Военные полигоны дивизии: Кузьминский, Кадамовский и Миллерово.
К началу декабря 2016 года было возведено несколько десятков жилых, хозяйственных и административных объектов, парковые и складские зоны, подготовлена инфраструктура для боевой подготовки, военнослужащие заселились в первый из пяти военных городков, размещение — по шесть человек в комнате. С 2017 года офицерам и контрактникам предоставляется жильё в новом жилом комплексе в Новочеркасске. 7 декабря 2016 года части дивизии приступили к занятиям по боевой подготовке на полигоне Кадамовский в Ростовской области. Штатная численность соединения составляет более 10 тысяч человек.
В 2017 году дивизия включена в состав вновь формируемой в Южном военном округе 8-й общевойсковой армии.
Указом Президента Российской Федерации № 386 от 2 июля 2018 года дивизии присвоено почётное наименование «Идрицко-Берлинская».
1 декабря 2019 года в составе дивизии сформирован 103-й мотострелковый полк. 18 января 2020 года полку вручено боевое знамя. Создание 103-го полка завершило формирование 150-й мотострелковой дивизии.
5 августа 2024 года Указом президента Российской Федерации дивизии присвоено почётное наименование «гвардейская» за массовый героизм и отвагу, стойкость и мужество проявленные личным составом дивизии в боевых действиях по защите Отечества и государственных интересов в условиях вооружённых конфликтов.
С марта 2025 дивизия принимала участие в боях за Торецк.

## Состав
- Управление (п. Персиановский)[17][18]
- 68-й гвардейский танковый Житомирско-Берлинский Краснознамённый, орденов Суворова, Кутузова, Богдана Хмельницкого и Александра Невского полк[19], в/ч 91714 (п. Персиановский);
- 163-й гвардейский танковый Нежинский ордена Красной Звезды полк[20], в/ч 84839 (п. Персиановский);
- 102-й гвардейский мотострелковый Слонимско-Померанский Краснознамённый, орденов Суворова и Кутузова полк[21], в/ч 91706 (п. Персиановский);
- 103-й мотострелковый Слуцко-Померанский Краснознамённый, орденов Суворова и Кутузова полк, в/ч 91708 (г. Ростов-на-Дону)[22];
- 381-й гвардейский артиллерийский Варшавский Краснознамённый, орденов Суворова и Кутузова полк[23], в/ч 24390 (х. Кузьминка);
- 933-й зенитный ракетный Верхнеднепровский Краснознамённый, ордена Александра Невского полк[24] в/ч 15269 (г. Миллерово);
- 174-й отдельный разведывательный батальон, в/ч 22265 (п. Персиановский);
- 224-й отдельный противотанковый артиллерийский дивизион (н.п. Кузьминский);
- 221-й отдельный инженерно-сапёрный батальон, в/ч 54369 (г. Каменск-Шахтинский);
- 258-й отдельный батальон связи, в/ч 84881 (п. Персиановский);
- 152-й отдельный батальон материального обеспечения, в/ч 15272 (п. Персиановский);
- 195-й отдельный медицинский батальон, в/ч 55541 (п.Персиановский);
- Отдельная рота БПЛА;
- Отдельная рота РХБЗ;
- Отдельная рота РЭБ;
- Отдельная ремонтная рота;
- Отдельная эвакуационная рота;
- Отдельная комендантская рота.

## Командование
- генерал-майор Болгарев, Пётр Николаевич (2016—2018);
- генерал-майор Дзейтов, Руслан Мусаевич (2018—2019);
- генерал-майор Елканов, Владимир Хазретович (2019 — 2020);
- генерал-майор Митяев, Олег Юрьевич (2020 — 2023);
- генерал-майор Терёхин, Виталий Валерьевич  (2023 - н. вр.)

## Награждённые званием Героя Российской Федерации
- гвардии рядовой Цевун, Иван Геннадьевич, старший механик-водитель танка 3-го танкового взвода 1-го танкового батальона 163-го гвардейского танкового полка, 2022 год (посмертно).
- гвардии ефрейтор Гилемханов, Дамир Рашидович, наводчик орудия танка 3-го танкового взвода 1-го танкового батальона 163-го гвардейского танкового полка, 2022 год (посмертно).
- гвардии старший лейтенант Исламов, Дамир Назирович, командир 3-го танкового взвода 1-го танкового батальона 163-го гвардейского танкового полка, 2022 год (посмертно).
- лейтенант Песковой, Максим Владимирович, командир разведывательной роты, 2022 год (посмертно).
- майор Лемеш, Вадим Вячеславович, командир батальона 102-го мсп, 2023 год (посмертно).
- Гвардии Капитан Апалков, Роман Михайлович,Командир мотострелкового батальона 163-го гвардейского танкового полка, 2024 год.